# Ranko Stojić
Ranko Stojić (Bugojno, 18 januari 1959) was een Joegoslavische voetballer. Hij was een doelman en speelde in zijn carrière voor verscheidene Joegoslavische en Belgische clubs. Hij speelde ook 14 interlands.

## Doelman
Ranko Stojić begon te voetballen bij de jeugd van Iskra. Maar het duurde niet lang voor de jonge doelman de overstap maakte naar de jeugd van Partizan Belgrado, een grote Joegoslavische club. In 1981, Stojić was toen 22 jaar, werd hij aan het A-elftal toegevoegd. Aanvankelijk speelde hij niet zo vaak. In 1983 won hij de landstitel.
Ondanks het succes van Partizan trok Stojić in 1984 naar NK Dinamo Zagreb, een andere bekende club uit Joegoslavië. Daar kreeg hij meer speelkansen, maar won hij geen enkele trofee. Na drie seizoenen besloot de doelman dat hij klaar was voor een buitenlands avontuur. Hij tekende een contract bij Club Luik, toen een Belgische ploeg uit de eerste klasse. Stojic werd meteen de eerste doelman van het elftal maar won ook hier geen enkele trofee. Na twee seizoenen als titularis kreeg hij de kans om bij RSC Anderlecht de plaats in te nemen van Jacky Munaron. Stojić kwam naar Anderlecht en Munaron werd zijn opvolger bij Club Luik.
Maar Filip De Wilde werd de onbetwistbare nummer 1 bij Anderlecht en dus speelde Stojić geen enkele wedstrijd voor z'n nieuwe werkgever. Stojić vertrok na slechts één seizoen en werd vervangen door Peter Maes. De Joegoslavische doelman zocht meer speelkansen en vond die bij Sporting Charleroi. In Henegouwen werd hij de opvolger van doelman Jacky Mathijssen, die naar KRC Genk verhuisde.
Bij Sporting Charleroi werd Stojić opnieuw een basisspeler maar toch besloot hij na twee seizoenen om de club te verlaten. Hij trok naar RFC Seraing waar hij voortdurend speelkansen kreeg. Maar ook hier bleef hij slechts twee seizoenen en in 1994 verhuisde hij opnieuw naar SC Charleroi. Hier ging hij de concurrentie met doelman Istvan Gulyas aan. Hoewel Gulyas de eerste doelman was van het elftal, kreeg Stojić van trainer Lasse Eriksson toch 15 keer een plaats onder de doellat.
Niet genoeg voor Stojić, die hoopte in Antwerpen meer te mogen voetballen. Bij Royal Antwerp FC werd hij echter niet meer dan een doublure voor Yves Van der Straeten. In 1997 zette de toen 38-jarige Ranko Stojić een punt achter zijn loopbaan als voetballer.
Hij speelde ook 14 keer voor het Joegoslavisch voetbalelftal.

## Spelersmakelaar
Na zijn carrière werd Stojić een spelersmakelaar. In 2008 kwam hij in opspraak nadat bleek dat hij samen met Dragan Džajić, de voorzitter van FK Rode Ster, geld van de transfer van speler Ivan Dudić had verduisterd. Dudić, die in 2005 nog voor RAEC Bergen speelde, trok in de zomer van 2000 van Rode Ster Belgrado naar SL Benfica. Van de transfersom werd een deel officieel geregistreerd, de rest verdween naar de bankrekeningen van Stojić en Džajić. In december 2008 werden ze door de Servische politie in verdenking gesteld.
In het verleden was al vaker gebleken dat Stojić bij verdachte geldzaken betrokken was. In 2000 werd hij schuldig bevonden aan het uitdelen van smeergeld aan drie leden van de technische staf van Club Brugge. Eric Gerets, een vriend van Stojić, was tot 1999 trainer van Club Brugge. Hij heeft altijd ontkend smeergeld ontvangen te hebben, maar zijn drie assistent-trainers (René Verheyen, Hans Galjé en Alex Querter) gaven wel toe geld gekregen te hebben. Toenmalig manager Antoine Vanhove beweerde dat de makelaar hem 10 miljoen had aangeboden om de transfer van Eric Addo te mogen regelen.
Op 13 november 2000 ontving Jan Streuer, voetbalmanager van Vitesse, een bedrag van ongeveer 90.000 euro. Het geld was afkomstig van Stojić, die in ruil enkele gouden tips wilde die zouden leiden tot transfers. In een Frans onderzoek naar de financiële zaken van voetbalclub Paris Saint-Germain FC kwam al gauw de naam Stojić bovendrijven. De gewezen doelman blijkt bij meer dan 20 transfers geld te hebben achtergehouden. Streuer ontkende steeds dat de hele zaak iets te maken had met Vitesse.
Momenteel is Stojić vicevoorzitter van FK Rad.